# Pier Angelo Basili
Pour les articles homonymes, voir Basili.
Pier Angelo Basili ou encore Pierangelo Basili (Gubbio, ap.1550 - 1604) est un peintre italien qui a été actif surtout dans sa ville natale, en Ombrie et dans les Marches. 

## Biographie
Pier Angelo Basili a été un élève de Felice Damiani et de Niccolò Circignani (dit Pomarancio).

## Œuvres
- Fresques représentant des scènes de vie de San Ubaldo, cloître du sanctuaire de San Ubaldo, Gubbio.
- Christ prêchant, huile sur toile, église San Marziale, Gubbio.
- San Bartolomeo (1572), Dôme de Gubbio.

## Sources
- Voir bibliographie et liens externes